# Filoméla
A Filoméla görög mitológiai női név, jelentése dalos kedvű, énekével gyönyörködtető.  Ebből a mondai névből való a magyar fülemüle szó is.

## Gyakorisága
Az 1990-es években szórványos név, a 2000-es években nem szerepel a 100 leggyakoribb női név között.

## Névnap
- augusztus 11.[2]
- november 29.[2]